# Agromyza alunulata
Agromyza alunulata este o specie de muște din genul Agromyza, familia Agromyzidae, descrisă de Friedrich Georg Hendel în anul 1931.
Este endemică în Finlanda. Conform Catalogue of Life specia Agromyza alunulata nu are subspecii cunoscute.